# 中村站 (杭州市)
中村站是杭州地铁6号线的一个车站，位于中华人民共和国浙江省杭州市富阳区银湖街道320国道与中村路交叉路口，沿320国道设置。于2020年12月30日开通运营。

## 车站结构
中村站为地下三层岛式车站。站台宽度17.5米，车站总建筑面积约为15260平方米。

### 楼层分布
| 1层  | 地面               | 出入口                                     |  |  |
| -1层 | 站厅               | 自动售票机、客服中心、安检通道、车站控制室 |  |  |
| -2层 |                    | █ 6号线 往桂花西路（野生动物园东）         |  |  |
|      | 岛式站台，左侧开门 |                                            |  |  |
|      |                    | █ 6号线 往枸桔弄（音乐学院）               |  |  |

## 历史
- 2020年12月30日，本站随6号线一起开通。